# Scopelengys clarkei
Scopelengys clarkei és una espècie de peix pertanyent a la família dels neoscopèlids.

## Hàbitat
És un peix marí, mesopelàgic i batidemersal que viu entre 0-1.000 m de fondària.

## Distribució geogràfica
Es troba al Pacífic oriental central (29° 56.6′N, 144°56.6'W).

## Observacions
És inofensiu per als humans.